# Nemoria tarachodes
Nemoria tarachodes är en fjärilsart som beskrevs av Dyar 1922. Nemoria tarachodes ingår i släktet Nemoria och familjen mätare. Inga underarter finns listade i Catalogue of Life.